# Arlanzón (település)
Arlanzón egy község Spanyolországban, Burgos tartományban. Arlanzón Barrios de Colina, Atapuerca, Arraya de Oca, Villafranca Montes de Oca, Villasur de Herreros, San Adrián de Juarros és Ibeas de Juarros községekkel határos. Lakosainak száma 424 fő (2024).

## Népesség
A település lakosságának változását az alábbi diagram mutatja:
| Lakosok száma | 393  | 411  | 439  | 438  | 425  | 442  | 423  | 400  | 419  | 424  |
|               | 2001 | 2004 | 2006 | 2009 | 2011 | 2014 | 2016 | 2019 | 2021 | 2024 |